# إفريقيس بن ذي المنار
إفريقيس بن ذي المنار (بخط المسند: ) هو أحد أشهر الملوك التبابعة اليمنيين القدماء وهو والد الملك شمر يهرعش. ويعتقد أن قارة أفريقيا سميت تيمنا باسمه.

## نسبه
هو إفريقيس بن أبرهة ذي المنار بن الحارث الرائش
أبوه هو الملك أبرهة ذو المنار. و أمه هي الملكة لميس الكبرى بنت نوف بن يريم ذي مرع.

## سيرته
قال المسعوديّ، وقال ابن هشام: أبرهة ذو المنار هو ابن الصعب بن ذي مداثر بن الملطاط، وسمّي ذا المنار لأنه رفع المنار ليهتدي به. ثم ملك من بعده أفريقش بن ابرهة مائة وستين سنة. وقال ابن حزم هو أفريقش بن قيس بن صيفي أخو الحرث الرائش، وهو الّذي ذهب بقبائل العرب إلى أفريقية، وبه سميت. وساق البربر إليها من أرض كنعان، مرّ بها عند ما غلبهم يوشع وقتلهم، فاحتمل الفل منهم، وساقهم إلى إفريقية، فأنزلهم بها، وقتل ملكها جرجير. ويقال إنّه الّذي سمّى البرابرة بهذا الاسم لأنه لما افتتح أفريقية، وسمع رطانتهم قال: ما أكثر بربرتهم فسموا البرابرة.
والبربرة في لغة العرب هي اختلاط أصوات غير مفهومة، ومنه بربرة الأسد. ولما رجع من غزو المغرب ترك هنالك من قبائل حمير صنهاجة وكتامة فهم إلى الآن بها، وليسوا من نسب البربر.

## أقاربه
أبوه هو الملك أبرهة ذو المنار وأمه هي الملكة لميس بنت نوف بن يريم ذي مرع، و ابنه شمر يهرعش.

## المعارك التي خاضها
معركة بين قبائل قحطان ضد الفرس والترك والصين والحبشة والسند وبابل وخرسان وأكثر مناطق العالم.
وانتهت المعركة بانتصار قبائل قحطان وحكم العالم لعدة قرون وأخذ الاتاوه من جميع البشر.
وكان عدد فرسان قحطان 190 ألف فارس

## بعض قصائدة التي قالها
| إفريقيس بن ذي المنار | بربرت كنعان لمّا سقتها ... من بلاد الملك للعيش العجيب ورأت كوش لعمري دارها ... نرتقي عيشاً لنا لا يثرب ثم أمسوا غير ممسي من مضي ... بتريب وطريد ذي تعب فاشكري ضبعان شكراً صادقاً ... واحذري مني انتقام ذا حرب | إفريقيس بن ذي المنار |

نص القصيدة (بالخط المسند: 